# Jembropsis kanmonis
Jembropsis kanmonis är en insektsart som beskrevs av Matsumura 1940. Jembropsis kanmonis ingår i släktet Jembropsis och familjen spottstritar. Inga underarter finns listade i Catalogue of Life.